# Characidium borellii
Characidium borellii är en fiskart som först beskrevs av Boulenger, 1895.  Characidium borellii ingår i släktet Characidium och familjen Crenuchidae. Inga underarter finns listade i Catalogue of Life.